# Mamai

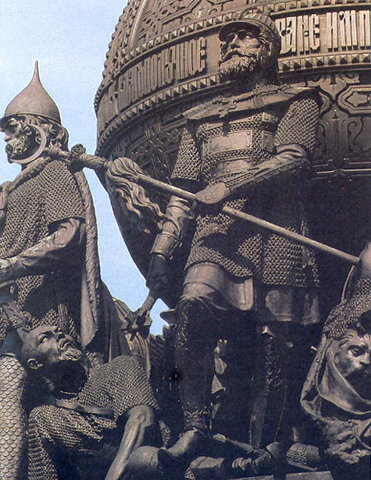
Mamai als peus de Demetri I de Moscou, Monument del Mil·lenni a Nóvgorod

Mamai (? - 1380) fou un cap mongol de la família Borjigin (genguiskànida), que als anys seixanta del segle xiv va arribar a ser un poderós comandant militar de l'Horda d'Or a les estepes d'Ucraïna i Crimea.
Durant el govern del kan Berdibeg (des de 1357 a 1359) Mamai va exercir com a beglar beg equivalent a un general de l'exèrcit, ministre d'afers exteriors, i cap del tribunal suprem (tot simultàniament). En aquest regnat s'esmenta un Mamat Khoja que fou exiliat a Urgendj. Howorth pensa que es tracta de la mateixa persona que Mamai; Von Hammer explica que fou desterrat a Urgendj (a Khwarezm) amb el seu oncle Ornatch; A Khwarezm durant el regant d'Uzbeg Khan pocs anys abans se sap que hi governava el seu amic i protegit Kutlugh Timur, i aquest podria ser l'oncle de Mamat. Mamai va esdevenir governador en algun moment vers 1361-1363 d'un territori que més tard seria el Kanat de Crimea. Klaproth diu que la residència de Mamai era Majar i els russos anomenaven a aquesta com Mamaiski Gorod. Abu l-Ghazi Khan diu que Majar, Krim i Feodòssia foren assignats per Mangu Timur a Ureng, fill de Tuka Timur, i cal suposar que Majar va seguir dominada pels seus descendents i que Mamai podria ser un d'aquestos. Howorth pensa que era el màxim representant de la família de Tuka Timur enfront de les altres famílies col·laterals dels descendents de Xiban (xibànides) i dels descendents d'Orda Khan.
A l'assassinat de Berdibeg per Kulna Khan el 1359, Mamai es va associar a una de les coalicions de notables que va deposar Kulna. Durant aquell període l'Horda d'Or va entrar en un període d'anarquia on els governadors regionals s'esforçaven a convertir-se en kan. Kulna finalment fou assassinat per Nawruzbeg que també fou assassinat al cap de pocs mesos. Mamai, que no era un descendent directe de Genguis Kan tenia un paper clau promovent i donant suport a kans rivals. El 1363 va donar suport a Abdullah Khan, un suposat fill d'Uzbeg Khan que va esdevenir kan a Crimea. A la mort d'Abdullah el 1370, Mamai va donar suport a Bulak Khan (Pulad Khoja) que només va conservar el poder un parell d'anys i fou substituït pel seu adversari principal Urus Khan el 1372.
Després de ser greument derrotat pels russos sota Demetri I de Moscou primer el 1378 a la batalla del riu Vozha i després a la batalla de Kulikovo (1380), Mamai va començar a reunir una gran força per castigar Dmitri. Però fou derrotat per Toktamish (que era també de llinatge gemnguiskhànida) a la riba del Kalka i va fugir a Crimea. Allà, a Kaffa fou assassinat pels Genovesos, que no perdonaven la destrucció total d'una unitat militar de ballesters genovesos que havien estat massacrats pels russos. L'assassinat de Mamai preparava el camí per al pròxim kan per reunificar l'Horda d'Or.
La memòria de Mamai ha perdurat durant segles. La llengua russa contemporània té una expressió kak Mamaj prosel ("как Мамай прошел"), que es tradueix aproximadament com "és com si Mamai passés per aquí", utilitzat per descriure un complet desordre.
La tomba de Mamai fou trobada pel nadiu de Crimea i famós pintor rus Ivan Aivazovsky. Mamai estava enterrat en un poble anomenat Şeyh Mamay (avui Aivazovske, al raion de Kirovske).

## Descendents suposats
Khan Mamatsios o Mamatzios o Mamatsu (fill de Mamai) Macedoni fou un suposat fill de Mamai. Un dels seus fills, Manzur Kiyat, suposadament va fugir al Gran Ducat de Lituània, i, servint el Gran Príncep Vitautas, rebé el títol de Príncep de Hlinsk o Glinsk amb múltiples propietats al voltant de la ciutat moderna de Poltava (Ucraïna). Aquests esdeveniments llegendaris podrien haver tingut lloc al segle xv, encara que la primera menció documentada dels prínceps Glinski és del 1437. Miquel Glinski fou el membre més il·lustre de la família: va estudiar a una universitat alemanya, participava com a cavaller en les guerres italianes i fou l'home més poderós de Lituània al segle xvi, però més tard es va rebel·lar i va haver de fugir amb els seus germans a Moscòvia, ajudant als russos a reconquerir la ciutat de Smolensk. La seva neboda Elena Glinskaya es va casar amb Basili III de Moscou, el Gran Príncep de Moscou, amb qui va tenir a Ivan el Terrible.